# Ray Toro

Ray Toro, ameriški kitarist, * 15. julij 1977, New Jersey, ZDA. 
Toro je bil član skupine My Chemical Romance do leta 2013 ko se je skupina razšla. Odraščal je v soseski, polni narkomanov, zato se kot otrok ni smel igrati zunaj. Rad prisluhne glasbi Jimmija Hendrixa, Erica Claptona, Jimmiya Page-a ter skupini Iron Maiden, čeprav se njihova glasbe malce razlikuje od skupine My Chemical Romance. Zanimivost- fant nosi kontaktne leče ter ima ženo po imenu Christa.